# 山本洋子 (脚本家)
山本 洋子（やまもと ようこ、1941年 - ）は、日本の脚本家。

## 人物
主に、記録映画の監督・劇映画・アニメ映画などの作品を手がける脚本家。

## 略歴
- 明治大学文学部卒業後、新生映画社に入社
- 一時フリーを経て、独立映画入社
- その後、再びフリーになり、現在に至る

## 主な作品

### 脚本作品
- 5等になりたい
- 金色のクジラ
- えっちゃんの戦争
- わが心の朝

他

### 監督作品
- 夏雲―逝きしものへのレクイエム
- 東京大空襲の記録
- 大ちゃん、だいすき。
- 軍隊をすてた国

他

### 著書
- 『アイ・ラヴ・ピース』（ひくまの出版　2003年）…大澤豊と共著